# Schumannhaus (Bonn)
Het Schumannhaus Bonn is een museum en muziekbibliotheek in de Duitse stad Bonn. In dit huis overleed de Duitse componist Robert Schumann (1810-1856). Het staat in het toenmalige plaatsje Endenich dat inmiddels een deelgemeente is van de stad Bonn. Destijds was er een particuliere psychiatrische kliniek gevestigd. Als historisch gebouw valt het Schumannhaus onder monumentenzorg.

## Geschiedenis van het gebouw

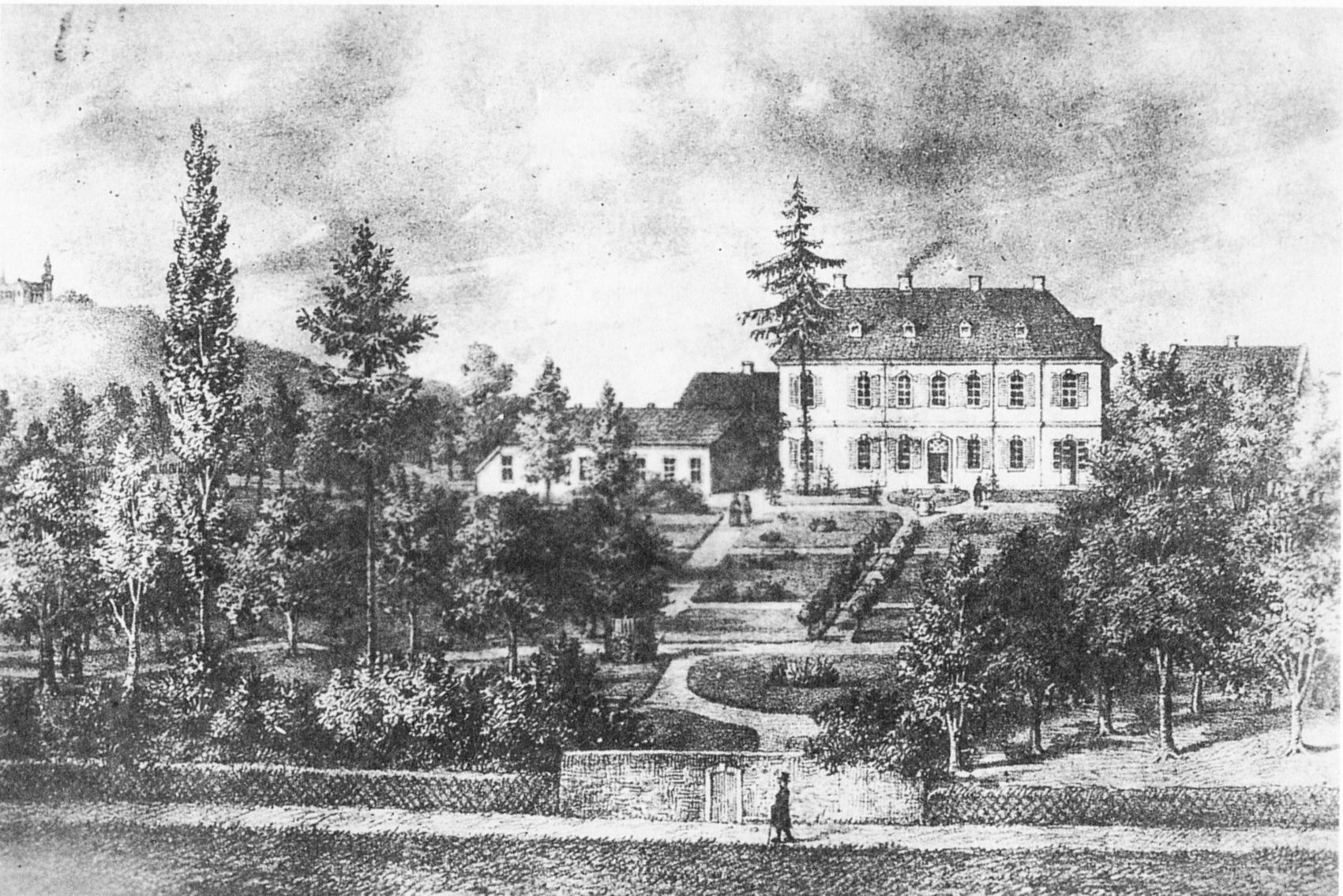
De psychiatrische kliniek in de 19e eeuw

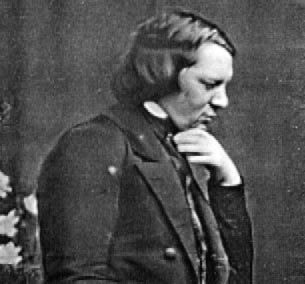
Robert Schumann, daguerreotypie rond 1850

Aan het eind van de 18e eeuw werd het Schumannhaus gebouwd in opdracht van de vooraanstaande Bonnse familie Kaufmann. Het landhuis had in die tijd een mooi uitzicht op de stad en de omgeving. Nadat het keurvorstendom Keulen was afgeschaft en daarmee ook al zijn instellingen zoals de universiteit, werd het tijdelijk gebruikt voor rechtencolleges van Matthias Kaufmann, voormalig Hofkammerrat (raadsheer) van de keurvorst. Vervolgens kocht de psychiater Franz Richarz de villa en liet hem tot psychiatrische inrichting verbouwen. Hij vestigde zich hier in 1844.
In 1854 liet Schumann zich op eigen verzoek in Endenich opnemen en werd er twee jaar lang door Richarz behandeld. Slechts als zijn toestand het toeliet mocht hij de kliniek af en toe voor een wandeling verlaten. Op 29 juli 1856 stierf hij daar; zijn graf bevindt zich op de Alter Friedhof in Bonn.
Het gebouw werd tijdens de Tweede Wereldoorlog door een bombardement zwaar beschadigd en werd in de jaren vijftig en zestig van de 20e eeuw gerestaureerd. Hieraan was een publieke discussie over de sloop voorafgegaan. In 1963 werden de muziekbibliotheek en de museumruimtes in gebruik genomen. In 1984 kon de stad Bonn het gebouw aankopen met forse financiële steun van de speciaal hiervoor opgerichte Vereniging Schumannhaus Bonn.

### Muziekbibliotheek
In het Schumannhaus zetelt de stedelijke muziekbibliotheek met een verzameling van ongeveer 51.000 boeken, bladmuziek en audiomateriaal. Jaarlijks worden deze 100.000 maal uitgeleend.

### Buste

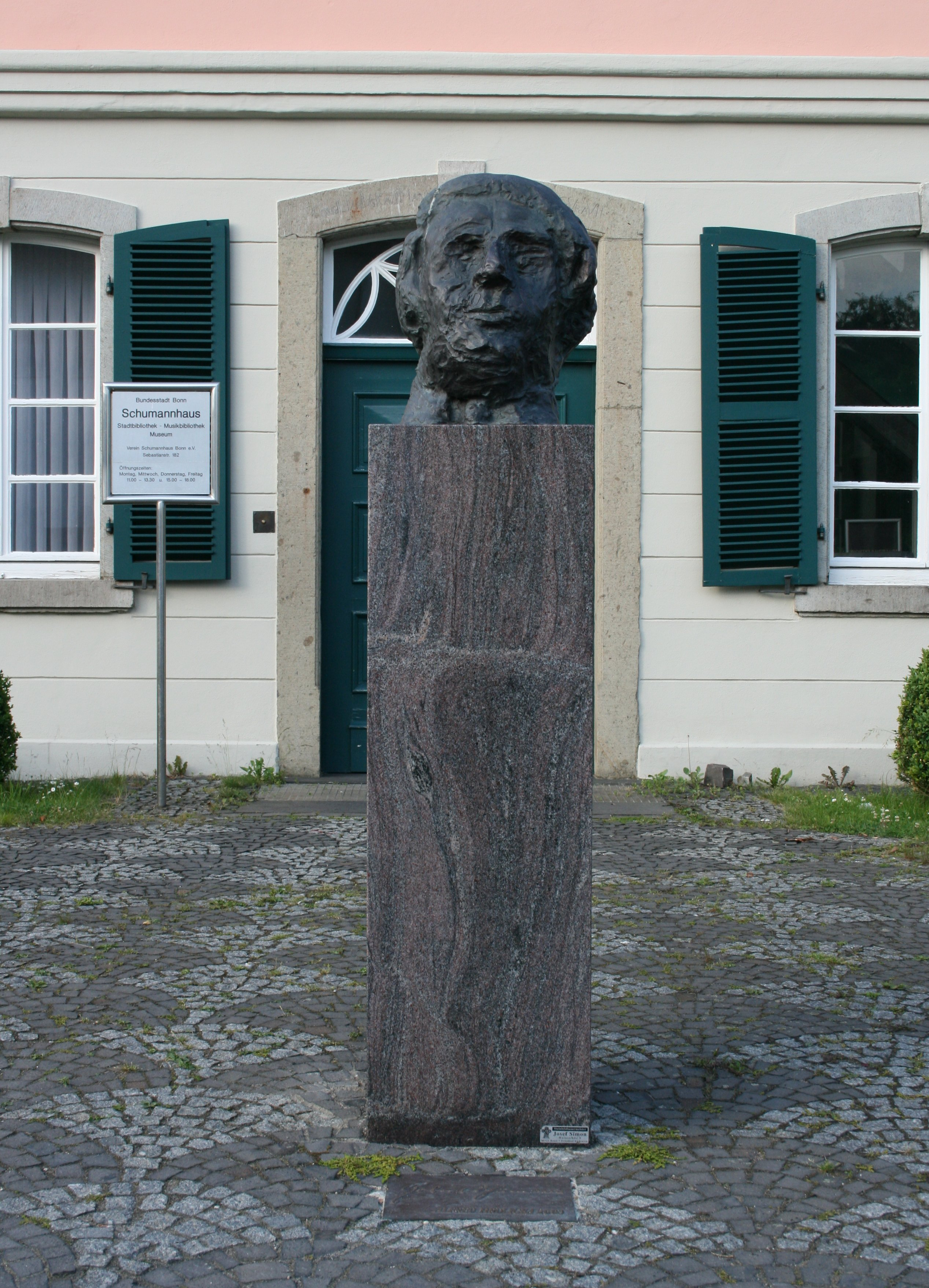
Buste van Schumann voor het Schumannhaus

De stichting Kunst der Sparkasse Bonn schonk ter nagedachtenis aan Robert Schumann een buste die door de Oostenrijkse beeldhouwer Alfred Hrdlicka werd gegoten. Deze staat voor het Schumannhaus en werd op Schumanns 150e sterfdag op 29 juli 2006 onthuld.

### Museum
Al in 1926 nam de arts Kellner het initiatief voor de oprichting van een gedenkplaats voor Schumann in Endenich. Hij bracht er een plaquette aan die was geschonken door het Schumann-genootschap in Zwickau, de geboorteplaats van Schumann.
Op de eerste etage werd een museum ingericht in de twee kleine ruimtes die destijds door Schumann werden bewoond. Op 12 mei 1963 werd het feestelijk ingewijd en voor het publiek opengesteld. Er zijn facsimile's van brieven en documenten uit het stadsarchief van Bonn te bezichtigen. Tevens gaf het Stadtmuseum Bonn schilderijen en relevante voorwerpen in bruikleen, zowel van Schumann, als van zijn vrouw Clara en mensen in hun omgeving. Regelmatig wordt de collectie aangevuld door schenkingen uit privébezit.
Na de aankoop van het gebouw door de stad Bonn in 1984 werden de ruimtes opnieuw ingedeeld. De muziekbibliotheek had de ruimtes op de eerste verdieping al in gebruik en kreeg sindsdien ook de beschikking over de begane grond. Gedurende de openingstijden van de muziekbibliotheek zijn de museumruimtes gratis te bezichtigen. De leeszaal van de muziekbibliotheek wordt ook gebruikt voor kamerconcerten van het Beethovenorkest en voor bijzondere concerten, met name tijdens het 'Beethovenfest' en het 'Bonner Schumannfest'.

## Vereniging Schumannhaus Bonn
De vereniging Schumannhaus Bonn werd in 1982 opgericht als burgerinitiatief om de aankoop van het gebouw door de stad Bonn mogelijk te maken. De opzet was dat de muziekbibliotheek en de museumruimtes er blijvend gevestigd konden worden. Inmiddels is de vereniging ook verantwoordelijk voor de organisatie van het jaarlijkse cultuurfestival 'Bonner Schumannfest' (vroeger 'Endenicher Herbst'). Van 1992 tot 2003 verleende de vereniging aanmoedigingsprijzen aan jonge musici die werk van Schumann vertolkten in het kader van de 'Deutscher Musikwettbewerb'.